# 森津純子
森津純子（もりつ じゅんこ、1963年- ）は、日本の精神科医。

## 来歴・人物
京都生まれ。1988年筑波大学医学専門学群卒業後、東京都立墨東病院勤務、外科系総合医として外科、内科、救命救急、小児科、産婦人科を研修。1991年東札幌病院ホスピス勤務。92年昭和大学緩和ケアチーム（ホスピス）に入局し、長岡西病院ビハーラ病棟(日本初の仏教系ホスピス)の医長に就任。1997年春より独立開業し、医療相談とカウンセリング専門の診療所 「ひまわりクリニック」で、治療にあたる。2011年カウンセリングルーム「ひまわりの部屋」として、「ひまわりクリニック」をリニューアル。

## 著書
- 『「いのちの奇跡」をみつめて ホスピス病棟の記録 患者さんからもらった愛という名の癒し』大和出版 1995
- 『旅立ついのちに愛の翼を 幸福な最期を探し続けたホスピス医の記録』スターツ出版 1997
- 『母を看取るすべての娘へ 在宅介護の700日』朝日新聞社 1997　のち文庫
- 『家族が「がん」になったとき真っ先に読む本 誰も教えてくれなかった介護法と心のケア』KKベストセラーズ 1998　「家族が「がん」になったら 誰も教えてくれなかった介護法と心のケア』2003 (講談社文庫
- 『ホスピス医の玉手箱 希望をくれた出会いと別れ』東京書籍 1998
- 『幸せ探しゲーム 女医さんの日記から』毎日新聞社 1999
- 『ひまわり先生の元気になれる処方せん』毎日新聞社 2000
- 『「がん」に奇跡を起こす本 病気を治す心と身体と生活の処方箋』ベストセラーズ 2000
- 『絶対しあわせに死ぬ方法 ホスピス医の生きかたアドバイス』筑摩書房 2002
- 『子供の心の悩みと向き合う本 うつ、ひきこもり、拒食症、パニック、暴力…』ベストセラーズ 2005
- 『僕が僕に還る旅』アートヴィレッジ 2006
- 『「がん」になったら真っ先に読む本』2008 (ベスト新書

### 漫画化
- 『あなたに、逢えてよかった!! ホスピス病棟・愛と奇跡の処方箋』小池一夫監修 牧野和子画 小池書院 1998 (小池書院ひゅうまんコミック
- 『こころに天使を育てる本』牧野和子まんが 筑摩書房 2003